# Audrey Vaillancourt
Pour les articles homonymes, voir Vaillancourt.
Audrey Vaillancourt, née le 26 juin 1991 à Québec, est une biathlète canadienne.

## Biographie
Ses deux frères ont aussi pratiqué le biathlon au niveau compétitif, François et Maxime Leboeuf. Elle commence le ski à l'âge de six ans, voulant les imiter. Elle rejoint le club Courcelette et s'entraîne ensuite au centre de biathlon Myriam Bédard à Val Cartier, puis doit se rendre à Canmore lorsqu'intégrée dans l'équipe nationale en tant que seule francophone.
Elle court son premier championnat du monde jeunesse en 2008. Lors de l'édition suivante, elle remporte la médaille de bronze au sprint.
En 2012-2013, elle découvre la Coupe du monde et les championnats du monde.
Au début de la saison 2013-2014, elle signe son premier podium en IBU Cup à Beitostølen.
Aux Championnats d'Europe 2014, ouverts aux non-européens, elle remporte la médaille d'or à l'individuel.
En 2015, sa 29e place à l'individuel d'Oslo reste sa meilleure performance en Coupe du monde, juste après avoir marqué ses premiers points sur le sprint au même lieu.
À l'issue de la saison 2015-2016, où elle est en panne de résultats, elle décide de prendre sa retraite sportive.
Elle obtient ensuite son diplôme dans le domaine de la traduction à l'Université du Québec à Trois-Rivières.

## Palmarès

### Championnats du monde
| Épreuve / Édition         | Individuel | Sprint | Poursuite | Départ en masse | Relais | Relais mixte |
| Mondiaux 2013 Nové Město  | 76e        | 83e    | —         | —               | 12e    | —            |
| Mondiaux 2015 Kontiolahti | 79e        | 76e    | —         | —               | 9e     | 12e          |

Légende :
- — : non disputée par Vaillancourt

### Coupe du monde
- Meilleur classement général : 78e en 2015.
- Meilleur résultat : 29e.

#### Différents classements en Coupe du monde
| Année     | Classement général final | Sprint | Poursuite | Individuel | Mass start |
| 2014-2015 | 78e                      | 81e    | -         | 53e        | -          |

### Championnats d'Europe
- Médaille d'or de l'individuel en 2014.

### Championnats du monde jeunesse
- Médaille de bronze du sprint en 2009 à Canmore.

### IBU Cup
- 1 podium.